# Reinhard Haverkamp

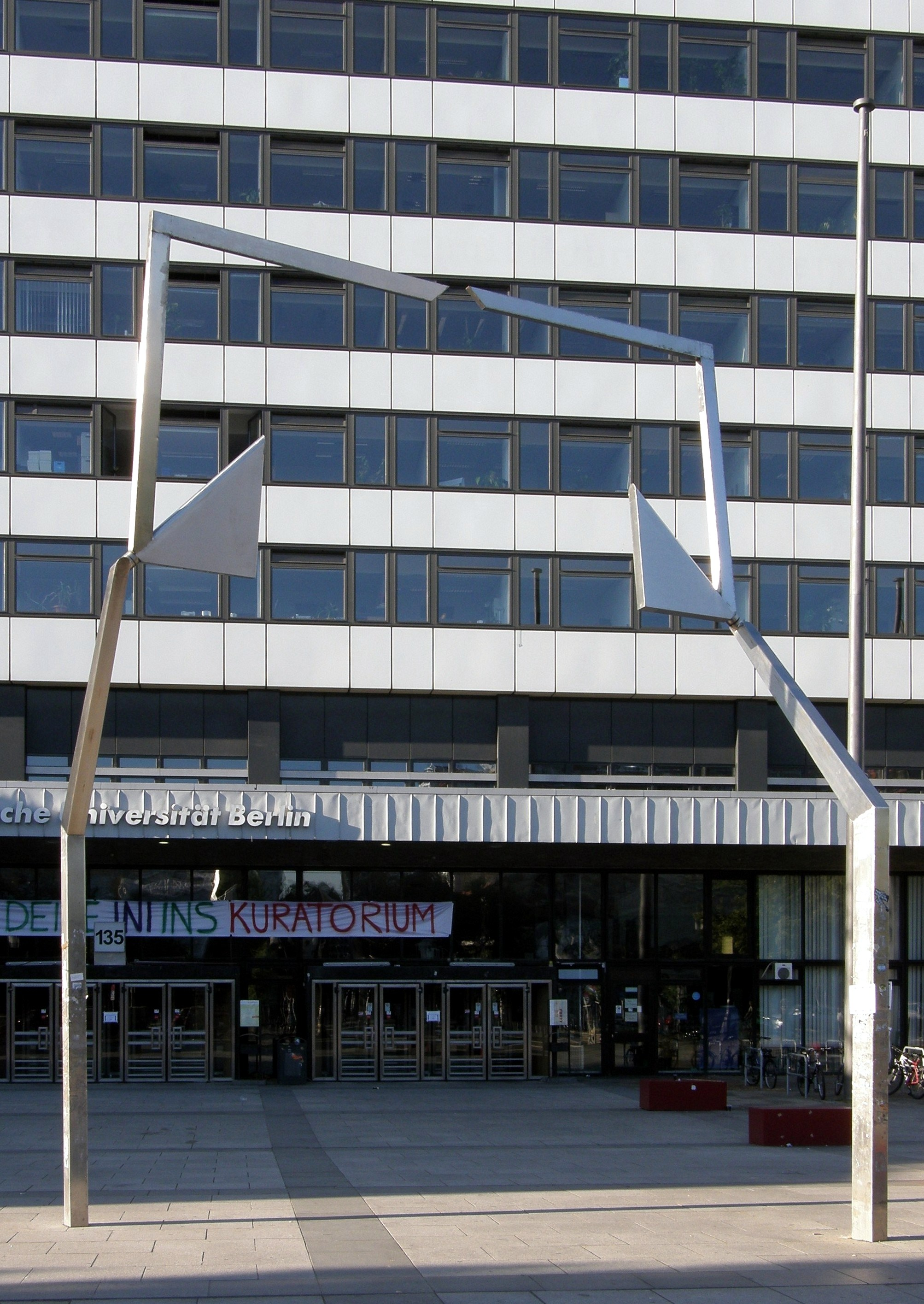
Skulptur Flügeltor (1993) an der TU Berlin

Reinhard Haverkamp (* 1954 in Reichenbach, Rheinland-Pfalz) ist ein deutsch-norwegischer bildender Künstler, der mit feingliedrigen Metall- und Holzskulpturen bekannt wurde.

## Leben und Werk
Haverkamp studierte von 1973 bis 1979 an der Kunstakademie Münster, wo er Meisterschüler von Paul Isenrath war, und von 1979 bis 1981 an der Hochschule der Künste, Berlin.
1990 wurde er mit dem Förderpreis der Darmstädter Sezession ausgezeichnet.
Haverkamp lebt und arbeitet in Berlin sowie, seit 1995, in Bergen/Norwegen.
Neben einer Reihe von Arbeits- und Reisestipendien wurde ihm 2004 ein Statens Garantiintekt zuteil – ein dauerhaftes staatliches Stipendium, das einem Grundeinkommen gleicht.
Haverkamps Werke aus Hartfaser- bzw. Sperrholzplatten oder Kanthölzern, oft mit Scharnieren, Metallstiften und Tauen oder Drahtseilen zusammengehalten, erinnern an ingenieurtechnische Konstruktionen. Sie sprechen das Auge auf der Ebene der – oft geschwungenen, meist dynamisierten und manchmal haushohen – Form an, ihr Reiz entspringt aber vielmehr der Neugier, das Zusammenwirken von Material und Kräften zu ergründen, welches die Konstruktion als Ganzes zusammenhält.
Seine Metallarbeiten sind oft kinetisch.

„So wie die Natur in ihren Hervorbringungen das Zusammenspiel unterschiedlichster Einflüsse zu einem funktionierenden System vereinigt, sind auch die Skulpturen das Ergebnis von Prozessen, in denen Kräfteverhältnisse wie Materialspannung, Balance und Schwerkraft zu in sich stimmigen Formen führen.“

## Einzelausstellungen (Auswahl)
Zu den mit «K» gekennzeichneten Ausstellungen erschien ein Katalog.
- 1984 Weekend Gallery, Berlin
- 1993 Junger Kunstverein Oslo
- 1997 Sandnes Kunstverein
- 2001 Hordaland Kunstzentrum, BergenK
- 2004 RAM Galleri, OsloK
- 2007 Stadtpark Bøvlingbjerg, Galeri ET4U, DänemarkK
- 2009 Künstler-Zentrum Buskerud, Drammen, Norwegen;K Skulpturinstallation Doppelrad, Norwegisches Waldmuseum ElverumK
- 2015 Frommannscher Skulpturengarten, Jena, 3. Juni bis 19. Juli 2015K,[2]

## Werke im öffentlichen Raum (Auswahl)
Eine ganze Reihe von Haverkamps Arbeiten wurde im Rahmen von Kunst-am-Bau- und ähnlichen Projekten im öffentlichen Raum aufgestellt.
- 1993 Flügeltor vor dem Haupteingang der Technischen Universität Berlin, Straße des 17. Juni 135
- 1993 Helix zwischen dem Erweiterungsbau der Technischen Universität Berlin und dem ehemaligen Institut für Bergbau- und Hüttenwesen
- 1993 Zwischen Himmel und Erde im Zentrum des Eingangsbereiches zwischen Hardenbergstraße und dem Durchgang beim Gebäude der Bauingenieure der Technischen Universität Berlin
- 1994 Beluga zwischen der Universität der Künste Berlin und dem Studentenhaus der Technischen Universität Berlin
- 2001 Avsted. Windskulptur, Postterminal, Hamar
- 2004 SolØye. Windskulptur, Nordvik Schule, Bergen
- 2006 Bergenhus-Schule, Rakkestad
- 2008 Netzwerkglobus. Haus der Nachhaltigkeit, Biosphärenreservat Pfälzer Wald
- 2008 Campanile. Hamar Kathedralschule
- 2008 Reke. Madla Leir, Stavanger
- 2011 Danseren. Windskulptur, Kilden Konzerthaus Kristiansand
- 2014 Panta Rhei. Windskulptur, AdO Arena, Bergen
- 2015 Kimen. Stahlskulptur, Kulturhus Stjørdal

## Werke in Sammlungen (Auswahl)
- 1997/98 Norsk Kulturråd
- 1998 Østfold Fylkeskommune
- 2000 Telenor, Bergen